# Batushka
Batushka (en russe : Батюшка) est un groupe de black metal polonais. Leurs paroles et iconographie sont fortement inspirées de la liturgie chrétienne orthodoxe russe.

## Biographie
Le projet musical a été fondé par Krzysztof 'Derph' Drabikowski (Кристофор) au printemps 2015 alors que celui-ci travaillait sur un album pour son autre groupe. Il est le compositeur de Litourgiya (2015) et de Panihida (2019), ainsi que l'auteur des paroles. Il peint les artworks des pochettes des deux albums d'après une technique ancienne à base de pigments naturels et de jaune d’œuf. Il enregistra Litourgiya et Panihida dans son propre studio privé Sphieratz Production.
Le nom du groupe vient du russe Батюшка , qui signifie père, abbé et est utilisé pour s'adresser à un prêtre dans l'Église orthodoxe russe,. L'album Litourgiya (liturgie), sorti le 3 novembre 2015 sous le label Witching Hour Productions (pl) est réédité en 2017 par Metal Blade Records.
Le groupe est programmé dans les festivals du monde entier comme Wacken Open Air en 2017, Hellfest et Graspop Metal Meeting en 2018 et connaît rapidement un succès mondial.
En décembre 2018, dans un communiqué sur Instagram, Krzysztof Drabikowski, guitariste auteur-compositeur et fondateur de Batushka indique que Bartlomiej Krysiuk, le vocaliste qu'il avait embauché pour enregistrer Litourgiya et assurer les représentations sur scène, ne participera pas à l'enregistrement du second album Panihida en raison d'un comportement inadapté et de tentative d'appropriation de son projet musical Batushka.  
Quelques jours plus tard, Bartlomiej Krysiuk annonce lui aussi via la page officielle Facebook (dont il partageait la gestion avec Krzysztof Drabikowski), que ce dernier ne faisait plus partie du projet. Il prend alors le contrôle de chaque réseau social en modifiant les codes d'accès (Facebook, Instagram, YouTube, Spotify, les plateformes de streaming musicales, etc.) et procède à une censure massive de tous les avis pouvant dénoncer ses actes d'appropriation du groupe, soit en désactivant les commentaires, soit en bloquant les profils de ceux dénonçant ses actes. Il a également déposé la marque Batushka comme étant sa propre propriété intellectuelle, et signé un contrat de production pour l'album Hospodi avec Metal Blade Records, tout cela dans le dos de Drabikowski alors que ceux-ci étaient en tournée.   
Ce dernier n'a donc plus les droits sur le nom de sa création. L'indignation des fans à travers le monde fut considérable et Drabikowski reçut un soutien massif et réitéré. 
Krzysztof Drabikowski, n'ayant plus accès à aucun média officiel, annonce par une vidéo YouTube postée le 30 décembre 2018 une action en justice pour récupérer sa création et que le groupe Batushka n'était plus officiel dans l'état actuel des choses. "Voici le seul moyen pour moi de vous dire ce qui se passe et comment mon vocaliste est en train de me dérober le groupe [...] Toutes les nouvelles publications que vous voyez sur le Web sont celles de Bart Krysiuk et de personnes aléatoires comme son fils prétendant être Batushka. Je voudrais vous demander de copier et partager ce message partout où vous le pouvez. Que la vérité soit entendue".
Au printemps 2020, Drabikowski assure une tournée européenne de promotion pour son album Panihida. Le soutien des fans est une fois encore au rendez-vous avec de nombreuses dates vendues à guichet fermé, tandis que Bartlomiej Krysiuk est contraint d'annuler ses tournées Australienne, Nord-américaine et enfin Européenne, en raison d'une vente de billets bien insuffisante pour être rentable. 
La justice polonaise n'a, pour l'heure, toujours pas examiné l'affaire. 

Concert en 2018
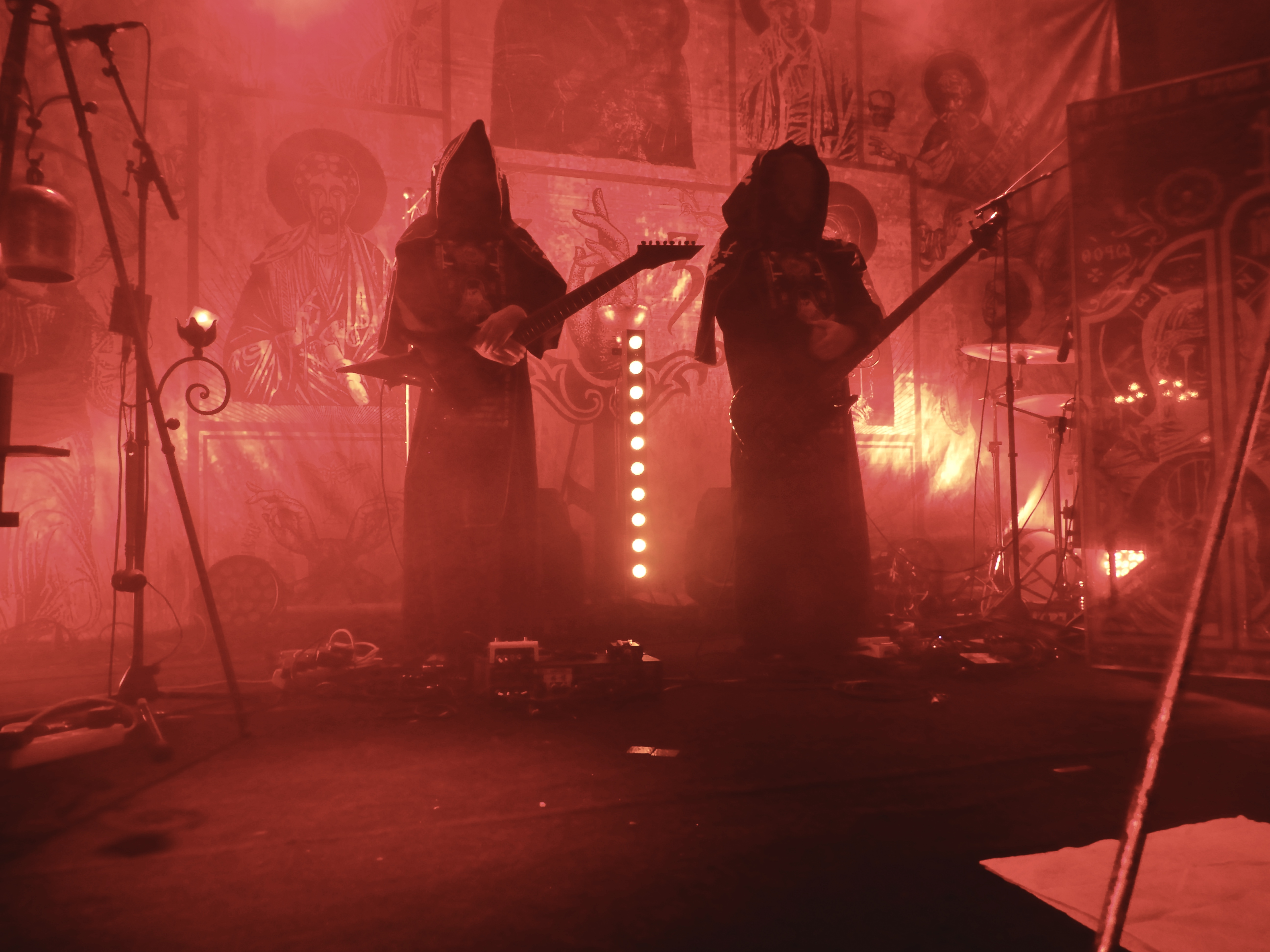

## Membres
L'identité réelle des membres du groupe n'est pas officiellement connue. 
Les membres, désignés par leur surnom, sont :
- Мартин - Batterie
- Кристофор - Guitare, Basse, voix (Krzysztof Drabikowski)
- Варфоломей - voix (Bartlomiej Krysiuk)

## Vidéographie

### Clips

#### Projet initial
- 2016 : Yekteníya IV Milost' (Ектения́ IV Mилость), tiré de Litourgiya

#### Formation de Drabikowski
- 2019 : Pecn' 1 (Песнь 1), tiré de Panihida

#### Formation de Krysiuk
- 2019 : Chapter I: The Emptiness - Polunosznica (Полунощница), tiré de Hospodi (Господи)
- 2019 : Chapter II: The Carpenter - Wieczernia (Вечерня), tiré de Hospodi (Господи)
- 2019 : Chapter III: The Doubts - Liturgiya (Литургия), tiré de Hospodi (Господи)
- 2019 : Chapter IV: Crucifixion - Utrenia (Утреня), tiré de Hospodi (Господи)
- 2019 : Chapter V: Funeral - Pierwyj Czas (Первый час), tiré de Hospodi (Господи)
- 2020 : Irmos II (ИРМОС II)

### Clips live
- 2018 : Live at Hellfest 2018, concert intégral
- 2018 : Live Graspop 2018, concert intégral
- 2024: Live at Hellfest 2024, concert intégral